# تييري ميشيل
تييري ميشيل هو كاتب سيناريو ومخرج بلجيكي، ولد في 13 أكتوبر 1952 في شارلوروا في بلجيكا.

## وصلات خارجية
- تييري ميشيل على موقع IMDb (الإنجليزية)
- تييري ميشيل على موقع ألو سيني (الفرنسية)
- تييري ميشيل على موقع أول موفي (الإنجليزية)
- تييري ميشيل على موقع قاعدة بيانات الفيلم (الإنجليزية)
- تييري ميشيل على موقع كينوبويسك (الروسية)